# Serapias walravensiana
Serapias walravensiana är en orkidéart som beskrevs av Pierre Delforge. Serapias walravensiana ingår i släktet Serapias och familjen orkidéer.
Artens utbredningsområde är Grekland. Inga underarter finns listade i Catalogue of Life.